# Kaolinwerk Caminau

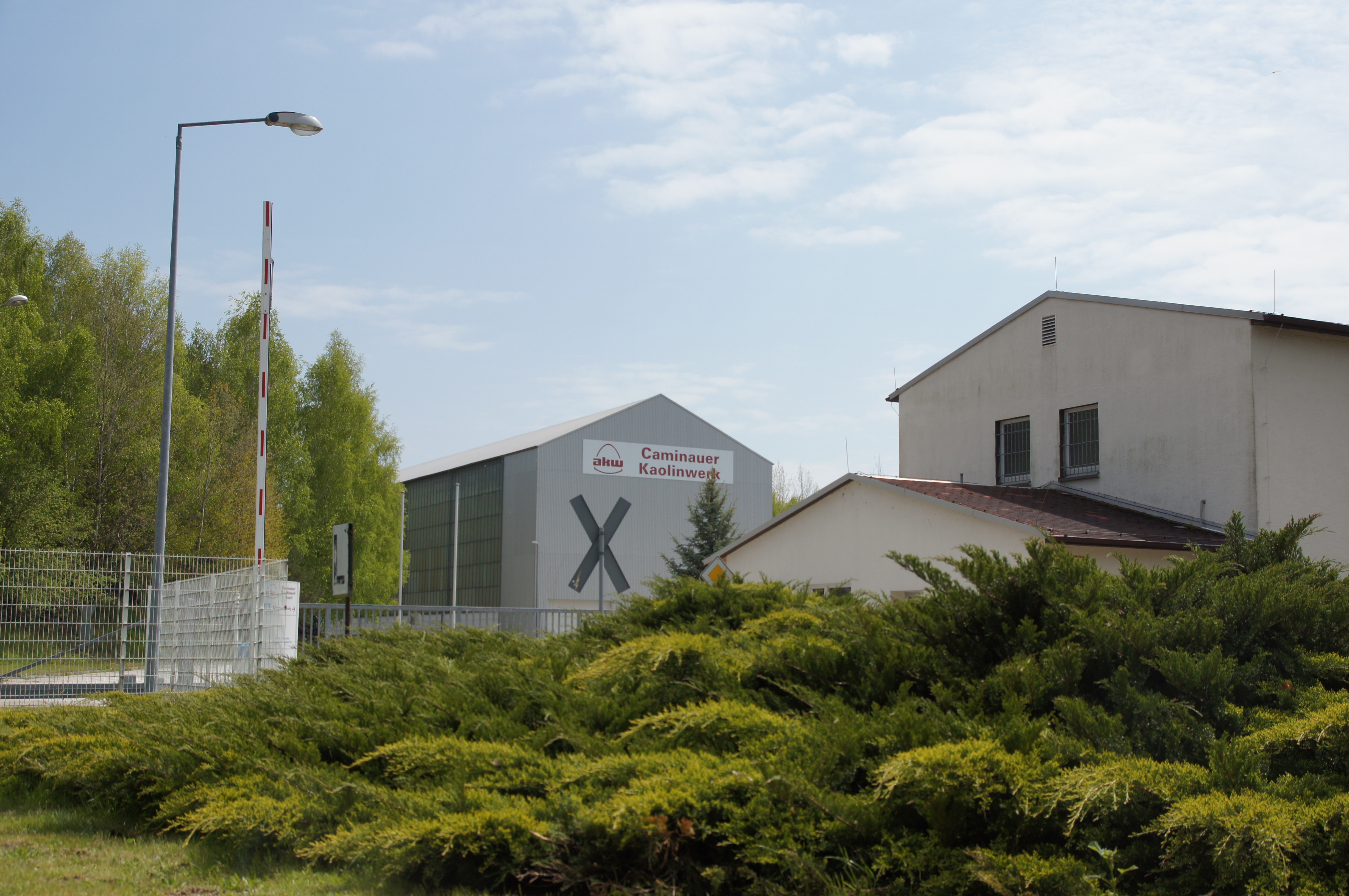
Werkseingang zum Kaolinwerk Caminau an der B 96

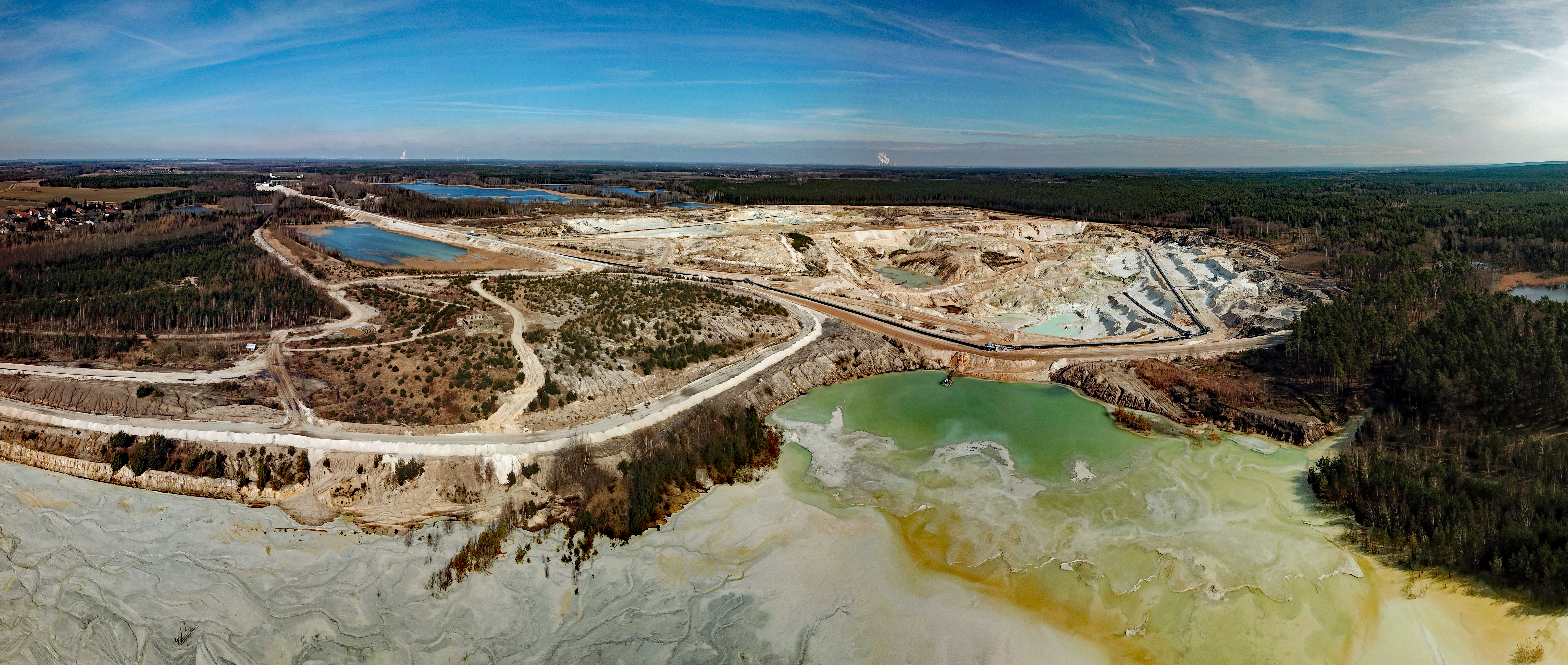
Luftbild des Tagebaus

Das Kaolinwerk Caminau ist ein Bergbaubetrieb in der sächsischen Oberlausitz bei Caminau. Der heute als Caminauer Kaolinwerk GmbH firmierende Betrieb fördert und verarbeitet das Mineral Kaolin, das als Rohstoff für die Porzellan- und Papierherstellung verwendet wird.

## Geschichte
Die Oberlausitz nördlich von Bautzen besitzt sehr reiche Vorkommen von Braunkohle, Ton und Kaolin, die schon Mitte des 19. Jahrhunderts Anlass für einen regen Bergbau gaben. Die Kaolinvorkommen bei Caminau wurden um 1900 von einem Bauern beim Brunnenbohren entdeckt. Ein Schachtbaumeister aus Senftenberg erwarb die Abbaurechte und begann im Jahr 1904 mit der Förderung im Tagebau. Der Abbau des Kaolins wurde jedoch zunächst nicht in größerem Umfang betrieben. Gründe dafür waren anhaltender Kapitalmangel und daraus folgende häufige Eigentümerwechsel.
Nach dem Zweiten Weltkrieg wurde der Betrieb auf Befehl der sowjetischen Besatzungsmacht enteignet und in Volkseigentum überführt. Die Grube firmierte nun als VEB Kaolinwerk Caminau. Im Laufe der Jahre entstand ein sozialistischer Großbetrieb, der stetig modernisiert und erweitert wurde. So stieg die Jahresfördermenge von Kaolin von 15.000 t um 1950 auf 135.000 t im Jahr 1985. Im Jahr 1961 erhielt das Werk eine Anschlussbahn mit eigenem Übergabebahnhof an der neugebauten Bahnstrecke Königswartha–Weißkollm. In den 1980er Jahren errichtete der Betrieb eine moderne Aufbereitungsanlage. Mit einer Betriebsfläche von 330 Hektar war der Tagebau Camina die größte zusammenhängende Kaolinlagerstätte der ehemaligen DDR.
Nach der politischen Wende in der DDR im Jahr 1990 ging das Kaolinwerk Caminau in das Eigentum der Amberger Kaolinwerke über. Mit Stand 2014 wurde die Perspektive für den weiteren Abbau von Rohkaolin, der zu diesem Zeitpunkt bei 3000 Tonnen pro Tag lag, auf zehn Jahre geschätzt. Um neue Abbaustätten zu erschließen, wurden daher Höffigkeitsbohrungen unter anderem in Neschwitz und Holschdubrau durchgeführt, um Kerne für die Analyse aus bis zu 40 Meter Tiefe zu holen. Gut fünf Jahre später, im November 2019, wurde Kurzarbeit angemeldet. Ein wesentlicher Grund dafür war die rückläufige Entwicklung in der Papierindustrie als dem Hauptabnehmer der Caminauer Produkte. Trotzdem sah die Firmenzentrale eine Zukunft für den Standort und führte den Genehmigungsprozess zum Aufschluss eines neuen Abbaugebietes weiter. Zudem erfolgte die Sicherung des Personalbestands durch die Ausbildung von eigenem Nachwuchs – zu diesem Zeitpunkt acht Azubis und ein ausgebildeter Elektriker, der mittels eines Bachelor-Studiums zum Elektroingenieur aufsteigt. Um den Absatz zu sichern, wurden Unternehmen der industriellen Keramikherstellung als potenzielle Kunden identifiziert und vor allem in Norditalien als Abnehmer gefunden.

## Produkte
Im Kaolinwerk Caminau werden laut einem Fachbericht aus April 2021 jährlich bis zu 600.000 Tonnen Rohkaolin abgebaut und zu Schlämmkaolinpellets weiterverarbeitet. Diese Pellets finden vor allem als Füllstoffe in der Papier- und Chemieindustrie Anwendung. Während der Nassaufbereitung entstehen große Mengen an Sekundärrohstoffen, die entweder in Sedimentationsteichen gelagert oder in modernen Anlagen entwässert und zu Pellets verarbeitet werden. Diese Schlämmkaoline werden dann sowohl in Deutschland verkauft als auch weltweit per Bahn und Schiff exportiert. Der Großteil der Lieferungen erfolgt dabei über den eigenen Gleisanschluss des Werks.

## Geologie
Die Kaolinlagerstätte von Caminau ist die nördlichste oberflächennahe der Oberlausitz. Das Kaolin entstand autochthon durch Verwitterungsvorgänge aus dem anstehenden Lausitzer Granodiorit. Die Lagerstätte erstreckt sich über eine Fläche von 2,5 km². Das abbaubare Gestein hat dabei eine Mächtigkeit von 20 bis 50 m. Der hohe Weißgrad des Caminauer Kaolins wird mit einer nachträglichen Einwirkung von Huminsäure bei der Bildung von Braunkohle im Tertiär begründet. Im Sedimentteich lagern darüber hinaus (mit Stand Frühjahr 2021) fünf Millionen Tonnen Kaolinschluff.